# Eyfura
Eyfura è una principessa nella mitologia norrena, che compare nella Saga di Hervör e nelle Gesta Danorum. Il suo mito è legato a quello della spada Tyrfing. In tutti i racconti, è la sposa del berserker Arngrim, con il quale ha dodici figli.
Nelle versioni "U" e "H", della Saga di Hervör, Eyfura è la figlia di Svafrlami, a sua volta figlio di Sigrlami, re di Garðaríki e primo possessore della spada Tyrfing. Suo padre fu ucciso da Arngrim, che prese Eyfura e la spada con la forza. Secondo la versione "R" tuttavia, il padre di Eyfura è Sigrlami ed egli diede Eyfura in moglie e Tyrfing ad Arngrim in compenso per i suoi servigi come guerriero.
Nella Gesta Danorum, Eyfura è una principessa danese, figlia di un re Fróði. Arngrim le chiese la mano, ma fu solo dopo che Arngrim ebbe sconfitto i Sami e i Bjarmiani che Frodi accettò di farla sposare ad Arngrim.

## Figli
Arngrim e Eyfura ebbero dodici figli (sei secondo la versione "R" della Saga di Hervör). I loro nomi sono riportati dalle seguenti fonti, con piccole variazioni:
| Hyndluljóð | Saga di Hervör | Saga di Hervör | Saga di Hervör | Gesta Danorum | Gesta Danorum | Gesta Danorum |
|            | versione R     | versione U     | versione H     |               |               |               |
| Angantyr   | Angantyr       | Angantyr       | Angantyr       | Anganty       |               |               |
| Hjörvard   | Hjörvard       | Hjörvard       | Hjörvard       | Hjörvard      |               |               |
| Hervard    | Hervard        | Hervard        | Hervard        | Hervard       |               |               |
| Hrani      | Hrani          | Hrani          | Hrani          | Hrani         |               |               |
| Hadding    | Hadding        | Hadding        | Hadding        | Hadding       |               |               |
| Hadding    | Hadding        | Hadding        | Hadding        | Hadding       |               |               |
| Barri      |                | Barri          | Barri          | Barbi         |               |               |
| Tind       |                | Tind           | Tind           | Tand          |               |               |
| Tyrfing    |                | Tyrfing        | Saeming        | Tyrfing       |               |               |
| Bui        |                | Bui            | Bui            | Brand         |               |               |
| Brami      |                | Bild           | Brami          | Brodd         |               |               |
| Reifnir    |                | Toki           | Reifnir        | Hiarrande     |               |               |